# ジョゼフ・ウォルフ
ジョゼフ・ウォルフ（Joseph Wolfe）は、イギリスの指揮者、ヴァイオリニスト。

## 人物・来歴
ロンドン王立音楽院でベラ・カトーナとジェルジ・パウクにヴァイオリンを学び、その後ドレスデンのカール・マリア・フォン・ウェーバー音楽大学で、ラインハルト・ウルブリヒトに師事した。その後、イギリス室内管弦楽団のメンバーとして活躍。フィンランドではヨルマ・パヌラ、タングルウッド音楽センターではクルト・マズアと小澤征爾の指導を受けた。
ロンドン交響楽団、ロンドン・フィルハーモニー管弦楽団、バーミンガム市交響楽団、RTÉ国立交響楽団などを指揮、マルメ歌劇場でオペラデビュー。
日本では、日本フィルハーモニー交響楽団、札幌交響楽団、東京都交響楽団、日本センチュリー交響楽団、広島交響楽団、群馬交響楽団、東京シティ・フィルハーモニック管弦楽団などに客演している。
近年は英国で、ピアノトリオ TIER3 などのメンバーとして、室内楽に取り組んでいる。

2025年3月に来日し、神戸市室内管弦楽団定期演奏会を指揮した。

## 家族・親族
父は、指揮者のサー・コリン・デイヴィス。